# Hoddesdon
Hoddesdon är en stad i Hertfordshire i England. Byn nämndes i Domedagsboken (Domesday Book) år 1086, och kallades då Dodesdone/Hodesdone/Odesdone/Hodesduna.